# Jimmy Casper
Jimmy Casper (født 28. maj 1978 i Montdidier) er en fransk tidligere cykelrytter.
Han debuterede som professionel cykelrytter i 1998 for Française des Jeux, hvor han var en af holdets vigtigste sprintere. I 2004 gik han til Cofidis. Fra 2008 cykler han for Agritubel.
Karrierens største triumf kom 2. juli 2006, da han vandt 1. etape af Tour de France, og førte i pointkonkurrencen.